# Luxori
Luxori (en llatí: Luxorius) va ser un poeta afroromà que va viure sota el rei vàndal Hilderic al segle vi.
Va escriure 89 poemes curts o epigrames en diverses metres. El seu autor, pel llenguatge utilitzat, era una persona ben educada, molt coneixedor dels models de l'antiguitat clàssica. En algun dels poemes satiritza les irregularitats del clergat que ja s'havien iniciat. Se li atribueix el poema Pervigilium Veneris escrit durant l'època imperial, però la mateixa obra també s'atribueix a altres poetes.